# Frida Ånnevik
Frida Ånnevik (Hamar, 18 juni 1984) is een Noorse zangeres.

## Carrière
In 2009 won Ånnevik Grappa's debuutprijs en bracht het jaar erop haar debuutalbum Synlige hjerteslag ('Zichtbare hartslag') uit. Hierop ontving ze een fonds voor songwriters (Tekstforfatterfondet) en de Vidar Sandbeck Cultuurprijs, en werd ze genomineerd in twee categorieën voor de Spellemann-prijs, de meest prestigieuze muziekprijs van Noorwegen.
Het tweede album Ville ord ('Wilde woorden') kwam uit in 2013. Hiervoor won Ånnevik, als tekstschrijver, de Spelleman-prijs. Samen met de jazzband In the Country nam ze het album Skogens sang ('Het lied van het bos') op, waarvoor ze eveneens voor de Spellemann-prijs genomineerd werd. Met haar laatste drie albums, Her Bor ('Hier wonen'), Flyge fra ('Vlieg vanaf') en Andre sanger ('Andere liedjes'), won de stuk voor stuk de Spellemann-prijs.
Begin 2020 deed Ånnevik mee aan Hver gang vi møtes, de Noorse versie van Beste Zangers. Aan dit programma deed ook zanger Chris Holsten mee, met wie ze na het programma de grote hit 'Hvis verden' ('Als de wereld') opnam. Het is een cover van het nummer 'If The World Was Ending', een duet van de Canadese zanger JP Saxe en de Amerikaanse zangeres Julia Michaels. Door de komst van de coronapandemie kreeg de Noorse versie van het nummer een nieuwe betekenis, waarna het in totaal 35 weken in de Noorse hitlijst stond en de top 10 bereikte. Ook met dit lied won Ånnevik, samen met Holsten, de Spellemann-prijs. Op Spotify is het nummer inmiddels meer dan 24 miljoen keer gestreamd (geraadpleegd mei 2024).

## Privéleven
Ånnevik is de dochter van Tor Karseth, een in Noorwegen bekende zanger en schrijver die meer dan dertig theatervoorstellingen schreef en produceerde.

## Discografie
- 2010: Synlige hjerteslag
- 2013: Ville ord
- 2014: Skogens sang (met In the Country)
- 2016: Her bor
- 2017: Flyge fra
- 2019: Andre sanger